# Hiyashi chūka

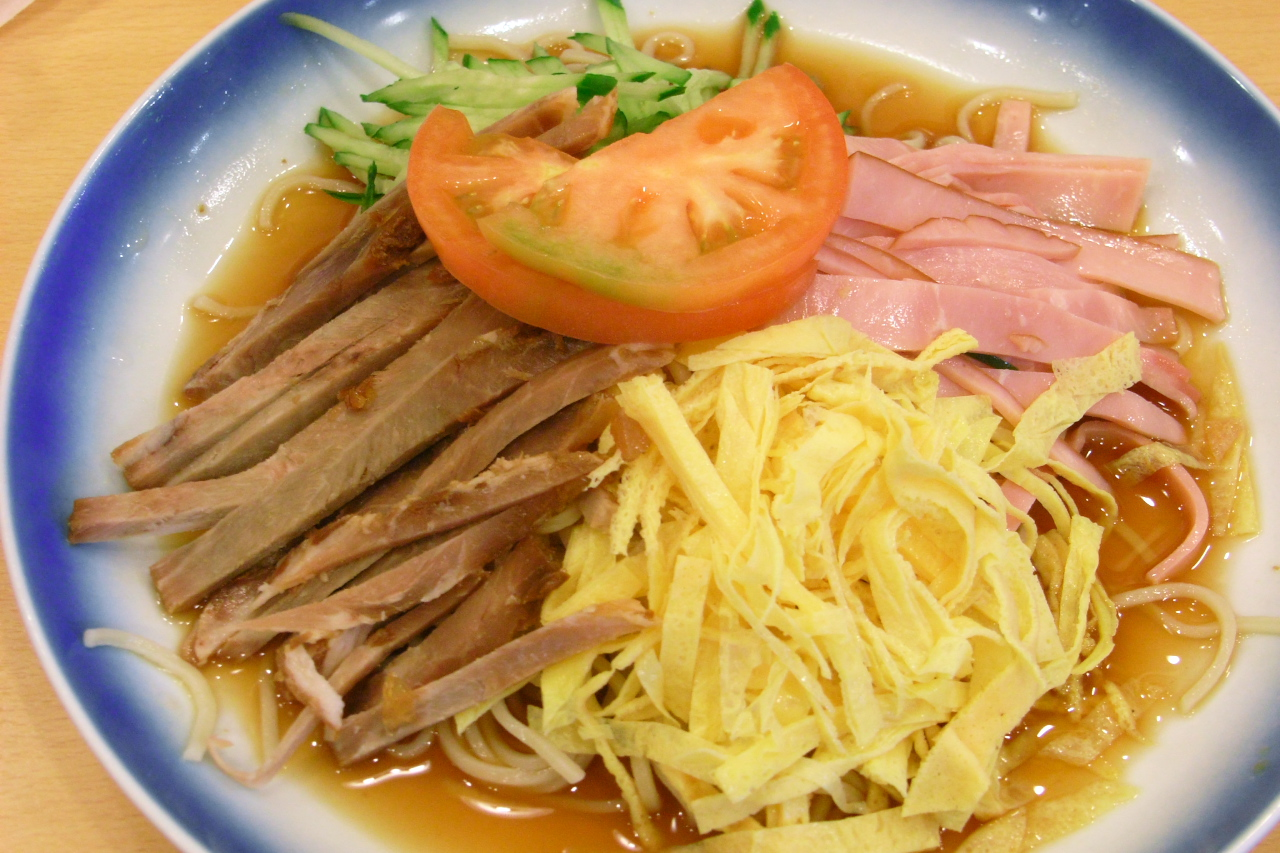
Hiyashi chūka.

El hiyashi chūka (冷やし中華?) es un plato japonés consistente en fideos ramen enfriados con varios ingredientes encima, que se sirve en verano. Los ingredientes suelen ser fríos y coloridos, aliñándose el plato con salsa tare.
Son populares las tiras de tamagoyaki, zanahoria, pepino, jengibre, jamón y pollo. También puede llevar cerdo a la barbacoa. La salsa tare suele hacerse con agua, vinagre de arroz, salsa de soja, azúcar, aceite de sésamo y semillas de sésamo.